# Coleoxestia eyai
Coleoxestia eyai es una especie de escarabajo longicornio del género Coleoxestia, tribu Cerambycini, subfamilia Cerambycinae. Fue descrita científicamente por Santos-Silva & Wappes en 2017.

## Descripción
Mide 26,1 milímetros de longitud.

## Distribución
Se distribuye por Perú.